# World Sailing
Die World Sailing ist der Weltverband aller Segelsportarten. Sie wurde als International Yacht Racing Union (IYRU) im Oktober 1907 in Paris gegründet. Heute befindet sich der Sitz in Southampton (Hampshire, UK).

## Geschichte
Die Gründung der „International Yacht Racing Union“ (IYRU) begann im Jahr 1904, als Major Brooke Heckstall-Smith AINA, seinerzeit Sekretär der „Yacht Racing Association“ (heute: Royal Yachting Association), an den „Yacht Club de France“ schrieb und darauf hinwies, dass es wünschenswert sei, eine Konferenz abzuhalten, um eine international gültige Vermessungsregel für Rennyachten zu erarbeiten, die für alle europäischen Länder akzeptabel sei. Daraufhin fand im Januar und Juni 1906 in London eine Internationale Konferenz für Yachtvermessung statt, auf der die Meterformel entwickelt wurde. Diese Gruppe verabschiedete nach einem Treffen im „Yacht Club de France“ in Paris am 14. Oktober 1907 eine formelle Verfassung, die als Gründungsdatum der „International Yacht Racing Union“ gilt.
Ab dem 5. August 1996 hieß der Verband International Sailing Associations Federation (ISAF). Seit Dezember 2015 hat er sich offiziell in World Sailing – A Sport for Life umbenannt und verwendet seither ein neues Logo. Das Motto „ein Sport fürs Leben“ soll unterstreichen, dass die Verbandsanstrengungen der gesamten Segelwelt dienen. Die vier Hauptziele nach der neuen Namensgebung sind mehr Transparenz, eine bessere Kommunikation, eine stärkere Führung und eine höhere Verantwortlichkeit.
Im Jahr 2017 hat die World Sailing 120 Mitgliedsländer. Sie führt 82 Bootsklassen, unterteilt nach (Schwert-)Jollen, Kielbooten, Mehrrumpfbooten und Surfbrettern und Yachten, z. B. die acht Bootsklassen der Kategorie olympisch, dazu international, anerkannt und klassisch.

## Aufgaben
Für internationale Segelwettbewerbe wie Weltmeisterschaften oder die Olympischen Spiele bildet die World Sailing qualifizierte nationale Wettfahrtleiter, Schiedsrichter und Umpire weiter und ernennt diese, wenn sie die Voraussetzungen und Anforderungen erfüllen, zu International Judges (Internationalen Schiedsrichtern), International Race Officers (Internationale Wettfahrtleiter) und International Umpires. Diese werden zu den entsprechenden Wettbewerben von World Sailing berufen.
Weltweit gibt es nur rund 400 Segler, die die Berechtigung International Judge haben, sowie etwa 110 International Umpire und etwa 210 International Race Officers. Die Kombination der einzelnen Berechtigungen ist möglich.
Dabei ist es von Seiten der World Sailing unerwünscht, dass ein Wettfahrtleiter bei derselben Veranstaltung auch Aufgaben als Schiedsrichter oder Umpire hat. Es ist aber möglich, dass auf einer Regatta (z. B. der Kieler Woche) Schiedsrichter gleichzeitig Umpire sind, insofern sie beide Berechtigungen haben und entsprechend berufen wurden.

## Preis: Weltsegler des Jahres
Der Verband vergibt seit 1994 jährlich die Rolex World Sailor of the Year Awards. Dieser Preis repräsentiert die höchste Auszeichnung, die ein Segler oder eine Seglerin für ihre herausragende Leistung in der Segelwelt erhalten kann. Seit 2001 kam die Firma Rolex als Sponsor und Namenspatron hinzu. Der Preis wird jährlich im Herbst in zwei Kategorien vergeben:
1. bester Segler / männliche Crew des Jahres
2. beste Seglerin / weibliche Crew des Jahres

Wenn eine Crew von zwei oder drei Personen nominiert wird, wird der Preis an die gesamte Crew überreicht. Wenn größere Crews den Preis gewinnen, wird in der Regel nur der Skipper ausgezeichnet.

### Liste der Preisträger
- 1994:  Peter Blake und  Robin Knox-Johnston
- 1995:  Russell Coutts
- 1996:  Jochen Schümann
- 1997:  Pete Goss
- 1998:  Ben Ainslie
- 1999:  Mateusz Kusznierewicz
- 2000:  Mark Reynolds und Magnus Liljedahl
- 2001:  Robert Scheidt
- 2002:  Ben Ainslie
- 2003:  Russell Coutts
- 2004:  Robert Scheidt
- 2005:  Fernando Echávarri und Antón Paz
- 2006:  Mike Sanderson
- 2007:  Ed Baird
- 2008:  Ben Ainslie
- 2009:  Torben Grael
- 2010:  Tom Slingsby
- 2011:  Iker Martínez und Xabier Fernández
- 2012:  Ben Ainslie
- 2013:  Mathew Belcher
- 2014:  James Spithill
- 2015:  Peter Burling und Blair Tuke
- 2016:  Santiago Lange
- 2017:  Peter Burling[5]
- 2018:  Pavlos Kontides
- 2019:  Marco Gradoni
- 2020: nicht vergeben
- 2021:  Tom Slingsby
- 2022:  Ruggero Tita
- 2023:  Tom Slingsby
- 2024:  Diego Botín und Florián Trittel

### Liste der Preisträgerinnen
- 1994:  Theresa Zabell
- 1995:  Isabelle Autissier
- 1996:  Lee Lai-shan
- 1997:  Ruslana Taran und Olena Pacholtschyk
- 1998:  Carolijn Brouwer
- 1999:  Margriet Matthijsse
- 2000:  Shirley Robertson
- 2001:  Ellen MacArthur
- 2002:  Sofia Bekatorou und Aimilia Tsoulfa
- 2003:  Siren Sundby
- 2004:  Sofia Bekatorou und Aimilia Tsoulfa
- 2005:  Ellen MacArthur
- 2006:  Paige Railey
- 2007:  Claire Leroy
- 2008:  Alessandra Sensini
- 2009:  Anna Tunnicliffe
- 2010:  Blanca Manchón
- 2011:  Anna Tunnicliffe
- 2012:  Xu Lijia
- 2013:  Jo Aleh und Olivia Powrie
- 2014:  Martine Grael und Kahena Kunze
- 2015:  Sarah Ayton
- 2016:  Hannah Mills und Saskia Clark
- 2017:  Marit Bouwmeester[5]
- 2018:  Carolijn Brouwer und  Marie Riou
- 2019:  Anne-Marie Rindom
- 2020: nicht vergeben
- 2021:  Hannah Mills und Eilidh McIntyre
- 2022:  Caterina Banti
- 2023:  Kirsten Neuschäfer
- 2024:  Marit Bouwmeester

## ISAF Sailing Hall of Fame
Zum 100. Jahres des Bestehens des Weltseglerverbandes 2007 wurde die ISAF Sailing Hall of Fame ins Leben gerufen. Es sollen besonders verdiente Sportsegler durch die Ehrenmitgliedschaft (Inductee) in der „Ehrenhalle des Segelns“ geehrt werden. Alle vier Jahre will man neue Inductees in die Hall of Fame aufnehmen. Vorschläge für Nominierungen können von World Sailing-Mitgliedern eingereicht werden, die endgültige Entscheidung für ein Ehrenmitglied fällt das ISAF Executive Committee. 2015 erfolgte die zweite Aufnahmerunde.

### 2007 Inductees
Paul Elvstrøm (1928–2016)
 Barbara Kendall
 Robin Knox-Johnston
 Ellen MacArthur
 Olin Stephens (1908–2008)
 Éric Tabarly (1931–1998)

### 2015 Inductees
Dennis Conner
 Alessandra Sensini
 Harold Vanderbilt (1884–1970)
 Peter Blake (1948–2001)
 Harry Melges
 Walentin Mankin (1938–2014)
 Torben Grael